# Totoreni, Bihor
Totoreni este un sat în comuna Tărcaia din județul Bihor, Crișana, România.

## Lăcașuri de cult
Biserica de lemn din Totoreni cu hramul “Adormirea Maicii Domnului” din anul 1697, valoros monument de arhitectură populară. Prispă pe latura sudică a naosului. Bogată decorație sculptată.